# SS Nomadic

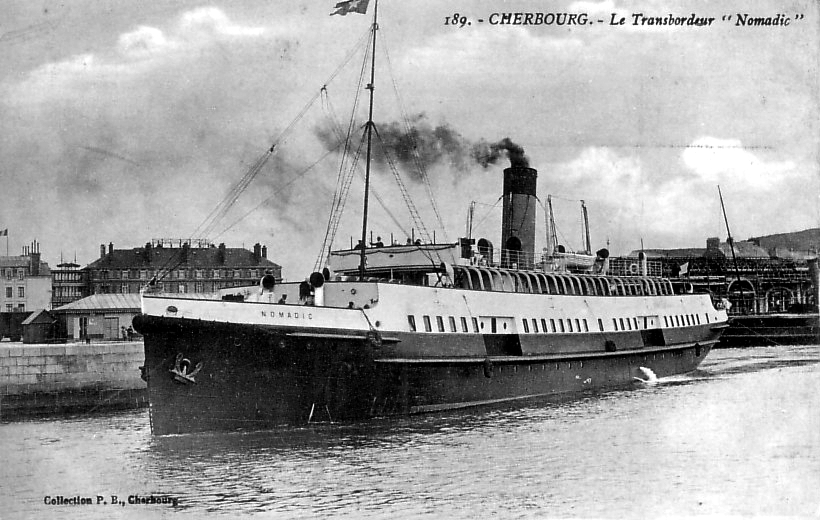
El Nomadic l'any 1911.

El SS Nomadic és un vaixell de vapor de la White Star Line, botat el 25 d'abril de 1911 a Belfast. Va ser construït com a transbordador per als transatlàntics Olympic i Titanic.
En 1927 la White Star ho va vendre a la Société Cherbourgeoise de Transbordement, que ho va utilitzar amb el mateix nom. En 1934 va ser venut de nou, aquesta vegada a la Société Cherbourgeoise de Remorquage et de Sauvetage, que ho va canviar de nom Ingénieur Minard.
El vaixell va estar en servei durant 57 anys, sobrevivint a les dues guerres mundials. Després de ser donat de baixa el 4 de novembre de 1968, en 1974 va ser comprat per Yvon Vincent, qui ho va portar fins al riu Sena prop de la torre Eiffel i el va convertir en un restaurant. Després del tancament del restaurant en 1999, el vaixell va estar inactiu durant diversos anys, fins que va ser comprat en 2006 pel Departament de Desenvolupament Social d'Irlanda del Nord per a restaurar-lo, sent portat a Belfast al juliol d'aquest any.
El Nomadic és l'últim vaixell supervivent de l'extinta White Star Line. Actualment és usat com un vaixell museu.

## Història

### Concepció i construcció
En 1907, Joseph Bruce Ismay i William Pirrie, respectivament presidents de la White Star Line i de les drassanes Harland and Wolff de Belfast, van decidir construir tres vaixells gegants que formarien la classe Olympic: el RMS Olympic, el RMS Titanic i el HMHS Britannic. Aquests vaixells eren massa grans per al port de Cherbourg (França), així que es necessitava un transbordador per a traslladar als passatgers des del moll fins al vaixell. La White Star posseïa el Gallic, construït en 1894 i comprat per l'empresa en 1907. No obstant això, era inadequat per al seu ús amb els nous transatlàntics de la classe Olympic.
El 25 de juny de 1910, Ismay i Pirrie es van reunir amb Thomas Andrews i Alexander Carlisle, els dissenyadors dels nous vaixells. Tots dos dissenyadors van aprofitar l'oportunitat per a proposar a la White Star la construcció de dos nous transbordadors, el Nomadic i el Traffic. El Nomadic va ser equipat amb un luxós interior i va ser per tant usat pels passatgers de primera i segona classe, mentre que el Traffic va servir als passatgers de tercera classe.
La construcció del Nomadic va estar a càrrec de la drassana Harland and Wolff, sent iniciada el 22 de desembre de 1910 (amb el número de construcció 422), i va ser botat el 25 d'abril de 1911. Va realitzar les seves proves de mar el 16 de maig de 1911 i, el 27 de maig d'aquest any, va ser lliurat a la White Star Line.

### Anys en servei (1911-1968)
El Nomadic va començar el seu servei amb motiu del viatge inaugural del Olympic, el 14 de juny de 1911, durant l'escala del transatlàntic a Cherbourg. El 13 de novembre d'aquest mateix any, el Nomadic va colpejar al SS Philadelphia de la American Line, que estava sent carregat; la col·lisió va danyar lleument la seva proa.
El 10 d'abril de 1912, el Titanic va salpar des de Southampton per a realitzar el seu primer i únic viatge. Va arribar a Cherbourg a les 18:30, i van embarcar els passatgers procedents de França, entre els quals es trobaven milionaris famosos com John Jacob Astor IV i Benjamin Guggenheim, així com Margaret Brown.
Durant la Primera Guerra Mundial el Nomadic es va usar per a transportar tropes dels Estats Units en Brest (França).
En 1927 va ser venut a la Compagnie Cherbourgeoise de Transbordement. El 29 de novembre de 1931 va col·lidir amb el Minnewaska, un vaixell que havia xocat amb el SS Traffic dos anys abans. En 1934, el Nomadic va ser venut a la Société Cherbourgeoise de Remorquage et de Sauvetage (SCSR), que ho va canviar de nom com Ingénieur Minard, per a honrar a l'enginyer que havia creat el port modern de Cherbourg. En 1939, durant la Segona Guerra Mundial, el Ingenieur Minard va ser utilitzat per a evacuar tropes des de França fins al Regne Unit. A partir de 1940, va servir a la Royal Navy com a vaixell patruller.
Després de la guerra va continuar transbordant passatgers a vaixells de la Cunard White Star Line (les dues empreses fusionades en 1934) fins al 4 de novembre de 1968, quan va servir al RMS Queen Elizabeth per última vegada. En aquest mateix any, el transbordador va ser venut a l'empresa de desballestament Somairec, a Le Havre. No obstant això, el desballestament mai es va dur a terme.

### Ús com a restaurant i posterior inactivitat

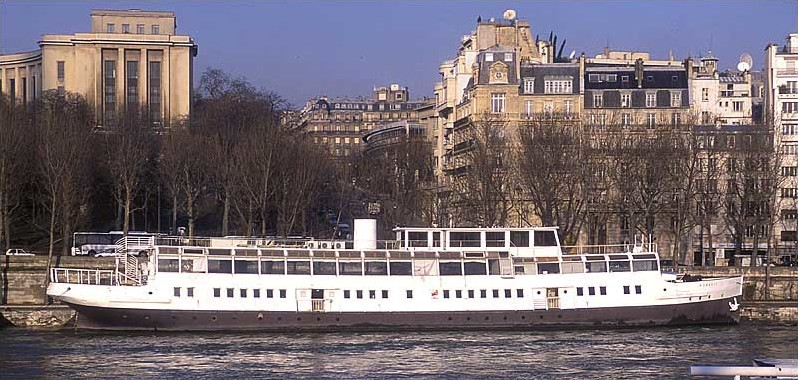
El Nomadic en els molls del riu Sena en París, l'any 2000.

En 1974, el vaixell va ser adquirit per un comprador particular, Yvon Vincent, que el va convertir en un restaurant sobre el riu Sena a París i li va retornar el seu antic nom. El restaurant va obrir les portes el 25 de juny de 1977, i va tenir una llarga carrera amb tres noms diferents: Le Shogun, Le Colonial i Le Transbordeur du Titanic. També va ser utilitzat com a local d'oficines, com a sala de recepcions, i com a sala de cinema. 22 anys més tard, el restaurant va ser tancat: els nous reglaments exigien que els vaixells del Sena fossin inspeccionats periòdicament, i això era impossible per al Nomadic. De fet, la seva superestructura li impedia passar per sota dels ponts de París. Després del tancament del restaurant, el Nomadic va romandre en estat d'abandó en els molls del Sena.
En 1999 es va decidir examinar el casc del Nomadic en el dic sec abans d'una possible reobertura al públic. El 17 de setembre de 2002, el port autònom de París va començar els treballs de retallada de la superestructura del Nomadic amb la finalitat de permetre-li passar sota els ponts. L'1 d'abril de 2003, el Nomadic va partir des de París cap a Le Havre i va entrar al dic sec entre gener i febrer de 2004. El vaixell va romandre a Le Havre fins a juliol de 2006, quan va ser portat a Belfast per a ser restaurat.

### Preservació i restauració del Nomadic

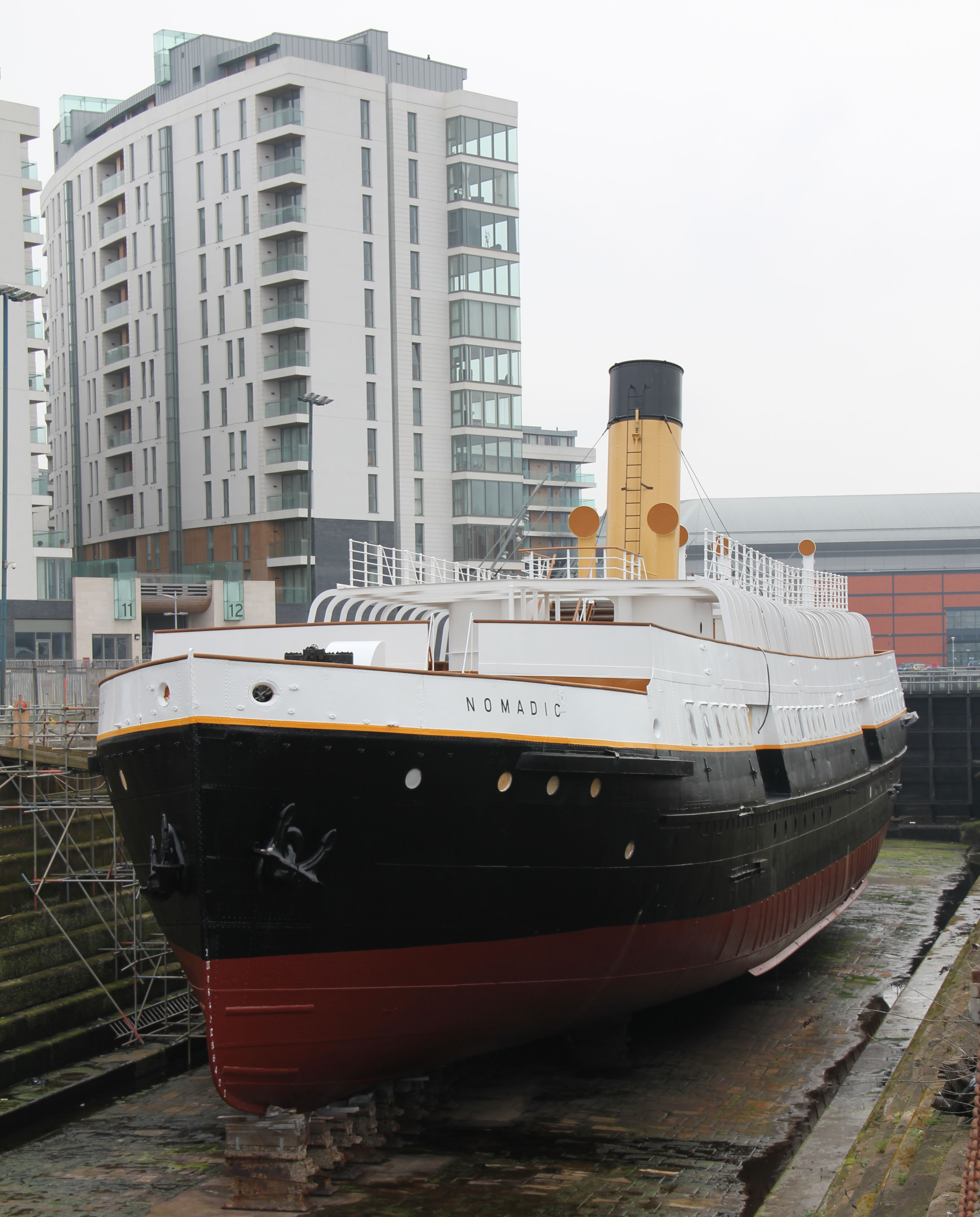
El Nomadic, sent restaurat a Belfast (març de 2012).

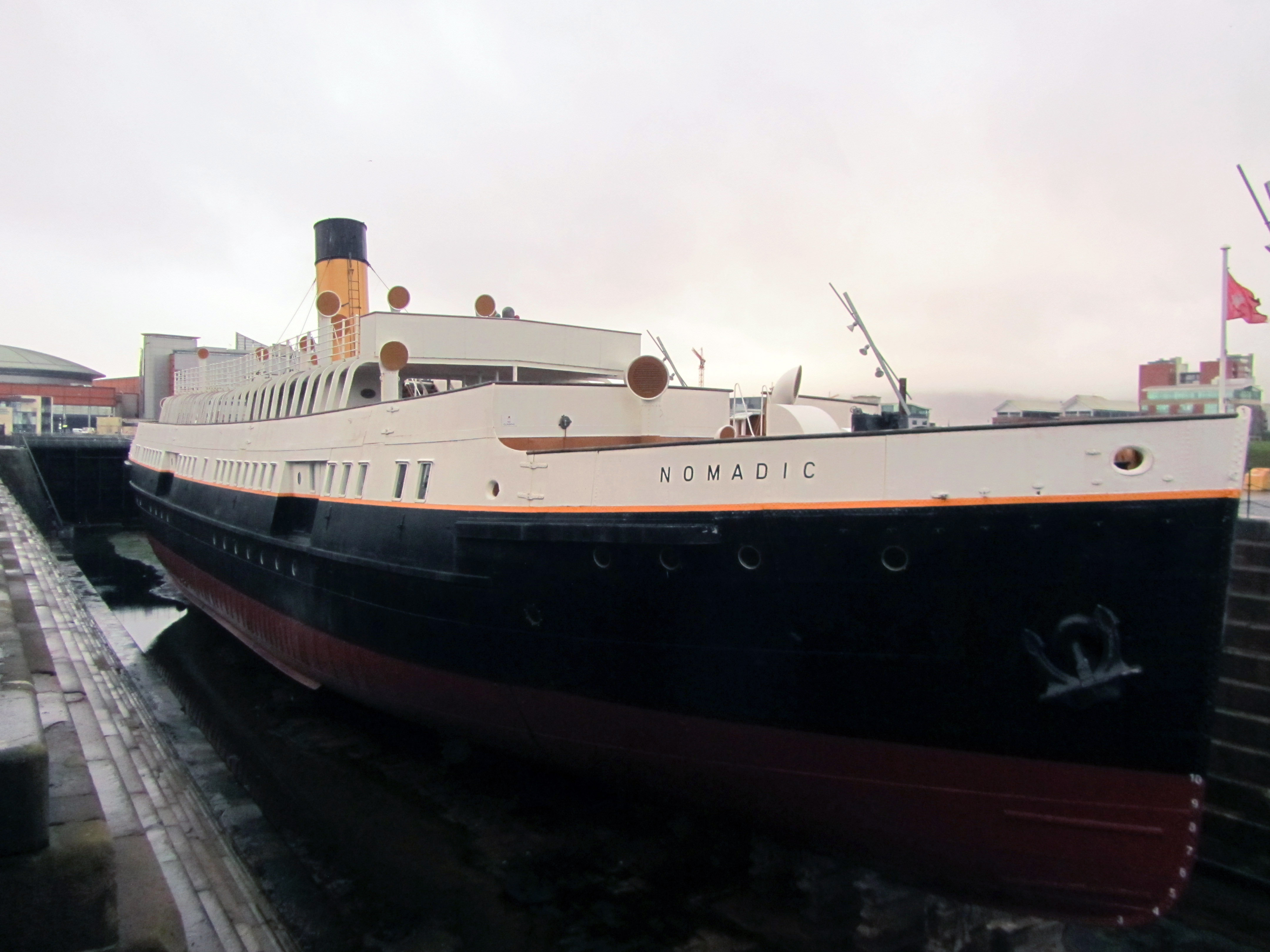
El Nomadic, després de la restauració, en 2016.

La Belfast Industrial Heritage (una organització de Irlanda del Nord sense ànim de lucre), en col·laboració amb John White i David Scott Beddard (creadors de Savenomadic.com, un lloc web de peticions), va organitzar una petició pública de donacions amb la finalitat de portar al Nomadic a la drassana Harland and Wolff per a la seva restauració.
El 26 de gener de 2006, el Nomadic va ser comprat en una subhasta en París pel Departament de Desenvolupament Social d'Irlanda del Nord. El cost del vaixell va ser de 171.320 £ (250.001 €); el preu de reserva era de 165.000 £.
El Nomadic va sortir de Le Havre per a tornar a Belfast el 12 de juliol de 2006, i va arribar a la ciutat on va ser construït sis dies després. El vaixell va ser rebut pel Ministre de Desenvolupament Social, David Hanson; així com per la regidora Ruth Patterson i entusiastes locals i mundials. El Nomadic va arribar en una gavarra de transport marítim, que havia estat contractada des de Anchor Marine Transportation Limited. Després de la compra del vaixell, Savenomadic.com es va convertir en el lloc web de la Nomadic Preservation Society (en català, Societat de preservació del Nomadic).
Després del seu retorn a Belfast, el Nomadic va ser amarrat en el moll Queen, just als afores del Odyssey Arena, i va ser obert amb una exposició temporal; i en 2007, va ser inclòs en el Registre Nacional de Vaixells Històrics del Regne Unit.
A la fi de 2008, el vaixell va ser tancat al públic i traslladat al port de Barnett per a ser-li realitzat el manteniment interior.
Al gener de 2009, l'empresa Frazer-Nash va ser nomenada per a administrar el pla de gestió de la conservació, per a decidir el nivell de manteniment necessari. A l'agost d'aquest mateix any, el vaixell va ser traslladat al dic sec Hamilton per a la seva completa restauració. El cost de la restauració del Nomadic s'ha estimat en 7 milions de lliures (més de 10 milions d'euros). Els comissaris del port de Belfast van acordar proporcionar un atracador temporal per al vaixell, i va ser creat un fons benèfic amb la finalitat de coordinar la recaptació de fons per a la restauració.
Al febrer de 2011 es va anunciar que havia estat concedit un contracte de 2 milions de lliures als constructors originals del Nomadic, Harland and Wolff, per a restaurar el seu casc i reconstruir la superestructura del vaixell. Els fons per al projecte van venir de l'EU Peace III Programme.
Els treballs per a reconstruir la superestructura es van iniciar en 2011. Al desembre d'aquest any va ser col·locada la xemeneia, i en 2013 es va completar la nova superestructura i la restauració de l'interior. L'únic dels bots salvavides originals del Nomadic està sent restaurat. Encara falta instal·lar el masteler i nous pescants per als bots, entre altres detalls. Des de 2013 el vaixell és usat com un museu.